# Under the Same Sun
Under the Same Sun е песен на германската рок група „Скорпиънс“, издадена като сингъл от „Мъркюри Рекърдс“ на 22 ноември 1993 г. и включена като четвърта песен в албума Face the Heat (1993) г. Текстът е написан от Клаус Майне и Брус Феърбеърн, докато Марк Хъдсън композира музиката, а песента се отнсася за егоизма на човешката раса, сама към себе си, насочвайки вниманието върху социално-политическите промени, които настъпват в Източна Европа и в други части на света в края на „Студената война“.
Издаден в няколко различни формата (компактдиск, 7 и 12-инчови плочи и аудиокасета) в държави от Европа, Южна Америка, Северна Америка и Азия, списъкът с песни включени във физическият компактдиск сингъл, преминава през Ship of Fools, неиздаваните до този момент Partners In Crime, Rubber Fucker, Alien Nation“ и Hit Between the Eyes, докато изданието на 12-инчова винилова грамофонна плоча на обратната си „Б“ страна съдържа Rubber Fucker.
Първоначално „Скорпиънс“ издават видеоклип, който включва предимно кадри с музикантите от групата. Песента е използвана и като основен саундтрак към филма „Опасна зона“ (1994) със Стивън Сегал. Поради тази причина, когато Питър Кристофърсън и Уейн Ашам записват и режисират втори официален музикален видеоклип, изображения на групата са включени заедно с кадри от споменатия филм. През 1994 г. авторите на песента Клаус Майне, Марк Хъдсън и Брус Феърбеърн получават номинация за „Златна малинка“ за Under the Same Sun като част от музиката на „Опасна зона“ в категория „Награда за най-лоша оригинална песен“. С над 23 милиона гледания в сайта за споделяне на видео „Ютюб“, Under the Same Sun е десетата най-често гледана песен на „Скорпиънс“ там.

## Изпълнения на живо
Under the Same Sun е изпълнена за първи път на живо на 14 септември 1993 г. в Атина, Гърция на току що започналото световно концертно турне Face the Heat Tour. Въпреки това след 1994 г., песента не се включва от „Скорпиънс“ в концертните им изяви чак до 2001 г., когато е изпълнена няколко пъти в акустичен вариант за записите направени в Португалия през месец февруари за видео албума Acoustica, издаден през същата година. Тази песен, е една от най рядко изпълняваните на живо песни от „Скорпиънс“.

## Списък с песните

### Компактдиск
1. Under the Same Sun (Клаус Майне, Брус Феърбеърн и Марк Хъдсън) – 4:53
2. Ship of Fools (Рудолф Шенкер, Клаус Майне) – 4:15
3. Partners in Crime (Рудолф Шенкер, Клаус Майне) – 4:26
4. Hit Between the Eyes на живо (Рудолф Шенкер, Клаус Майне) – 4:08

### 12-инчова плоча

#### Страна „А“
1. Under the Same Sun – 4:52
2. Ship of Fools – 4:15

#### Страна „Б“
1. Rubber Fucker (Херман Раребел) – 3:29

## Позиция в класациите
| Година | Класация        | Позиция |
| ------ | --------------- | ------- |
| 1994   | Рок песни (САЩ) | 16      |
| 1994   | Франция         | 19      |
| 1994   | Канада          | 31      |
| 1994   | Германия        | 99      |

## Музиканти
- Клаус Майне – вокали
- Рудолф Шенкер – китари
- Матиас Ябс – китари
- Ралф Рикерман – бас
- Херман Раребел – барабани